# Andrija Dugonić
Andrija Dugonić (Segedin, 17. listopada 1740. – Segedin, 25. srpnja 1818.) (mađ. Dugonics András) je bio segedinski sveučilišni profesor, matematičar i romanopisac.
Školovao se kod redovnika pijarista, kojima se pridružio nakon obrazovanja. 
1765. se zaredio za svećenika. 
Djelovao je nekoliko gradova, među ostlim u Segedinu, Vaciji (mađ. Vác), Trnavi i Budimu.
Njegov doprinos mađarskom jeziku je u području matematike. U svoje četiri knjige iz matematike je smislio izraze na mađarskom za matematičke pojmove, koji su zaživjeli i održali se u znanstvenom mađarskom (za kocku, krug, kut, jednadžbu...).

## Djela
(popis nepotpun)
- matematičarska

- književna
- Etelka, roman, 1788. (prvi mađarski roman)
- Jólánka, 1. dio, roman, 1803.
- Jólánka, 2. dio, roman, 1804.
- Mađarske poslovice, 1820.

## Počasti
Po njemu se zove trg u Segedinu i Hrvatsko-mađarska kulturna udruga "Andrija Dugonić". 

## Vanjske poveznice
- Hrvatski glasnik br. 22/2007. Narodnosni dani, planovi i programi hrvatske samouprave te udruge „Andrija Dugonić” u Segedinu
- (mađ.) A leghíresebb szegedi piarista Dugonics András, kegyes oskola-beli szerzetes
- (mađ.) A magyar irodalom története - 18. DUGONICS ANDRÁS (1740–1818)
- (mađ.) DUGONICS ANDRÁS [A MAGYAR IRODALOM ARCKÉPCSARNOKA
- Čongradska županija Andrija Dugonić (kip)